# Liebherr LR 13000

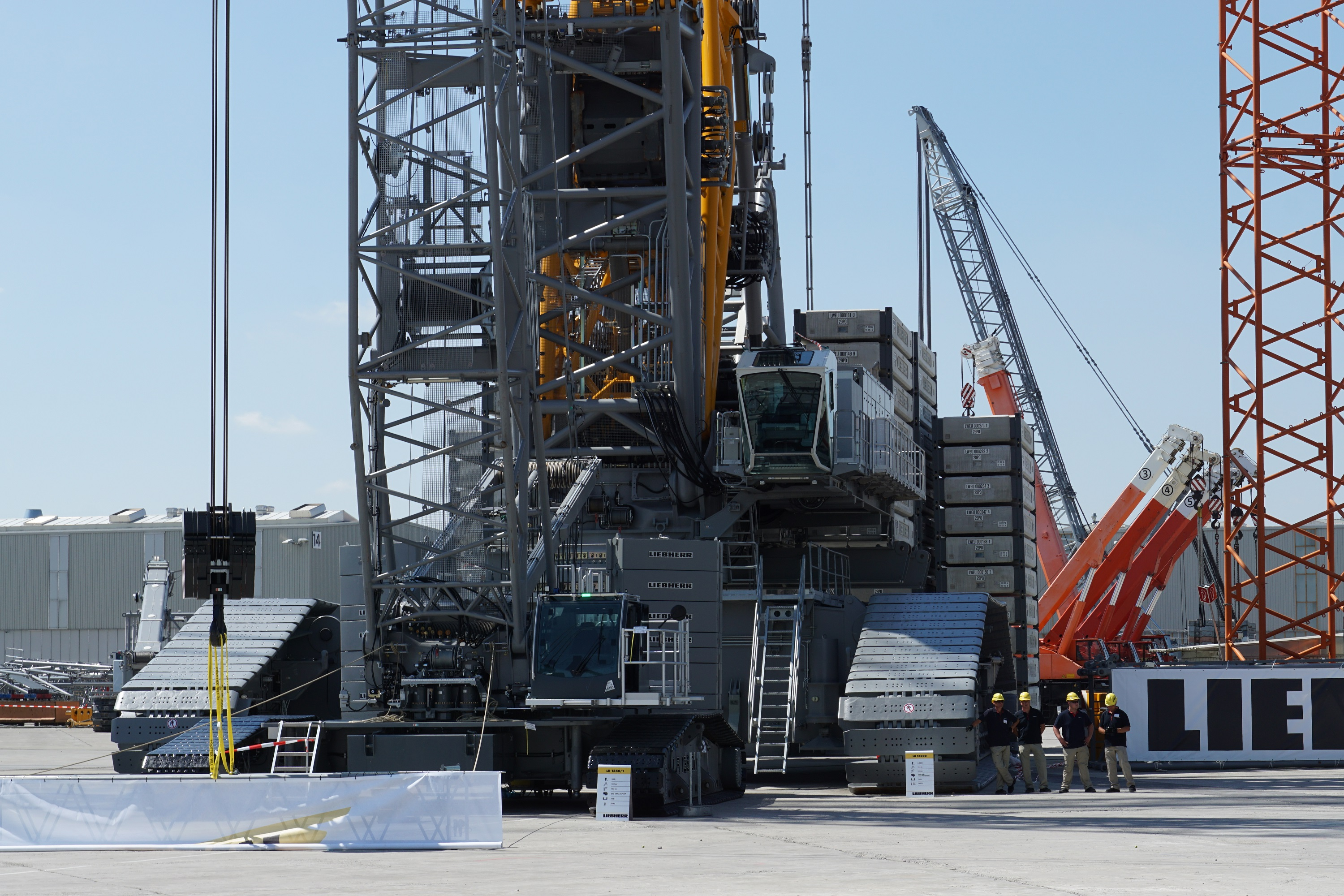
Liebherr LR 13000 (Ehingen 06.2018)

Der LR 13000 ist der leistungsstärkste Raupenkran der Firma Liebherr.
Mit einer Tragfähigkeit von 3000 Tonnen ist der im Jahr 2009 entwickelte Kran der stärkste Raupenkran der Welt. Die maximale Systemlänge beträgt 246 Meter, damit hat dieser Raupenkran den höchsten Gittermast, der jemals für einen Raupenkran entwickelt wurde. Um einen wirtschaftlichen Einsatz bei großen Ladegewichten zu ermöglichen, ist ein Betrieb des Krans ohne Derrickballast, jedoch mit Derrickausleger, als eine Standardbetriebsart vorgesehen. Für den Betrieb ohne Derrickballast wurde der Drehbühnenballast mit 750 Tonnen deutlich höher als beim vergleichbaren Liebherr LR 11350 umgesetzt. Eine Standardbetriebsart ohne Derrickausleger ist von Liebherr nicht realisiert worden.
Für den Transport des Krans wurde konstruktiv dafür gesorgt, dass alle Komponenten per Tieflader angeliefert werden können. So werden die Ketten separat vom Raupenträger in Containern transportiert, um das Gesamtgewicht des Moduls Raupe für die beim Straßentransport geltenden Vorgaben möglich zu machen.

## Technische Daten
- Max. Traglast: 3.000 t
- Max. Lastmoment: 65.000 tm
- Gitterspitze: 18–126 m
- Gesamthöhe: 246 m
- Derrickausleger: 54 m
- Derrickballast: 1.500 t
- Motoren:  2 × V8-Zylinder-Turbodiesel, 1.000 kW
- Fahrgeschwindigk.: bis 1,08 km/h
- Gesamtballast:  1.900 t

## Bilddarstellung

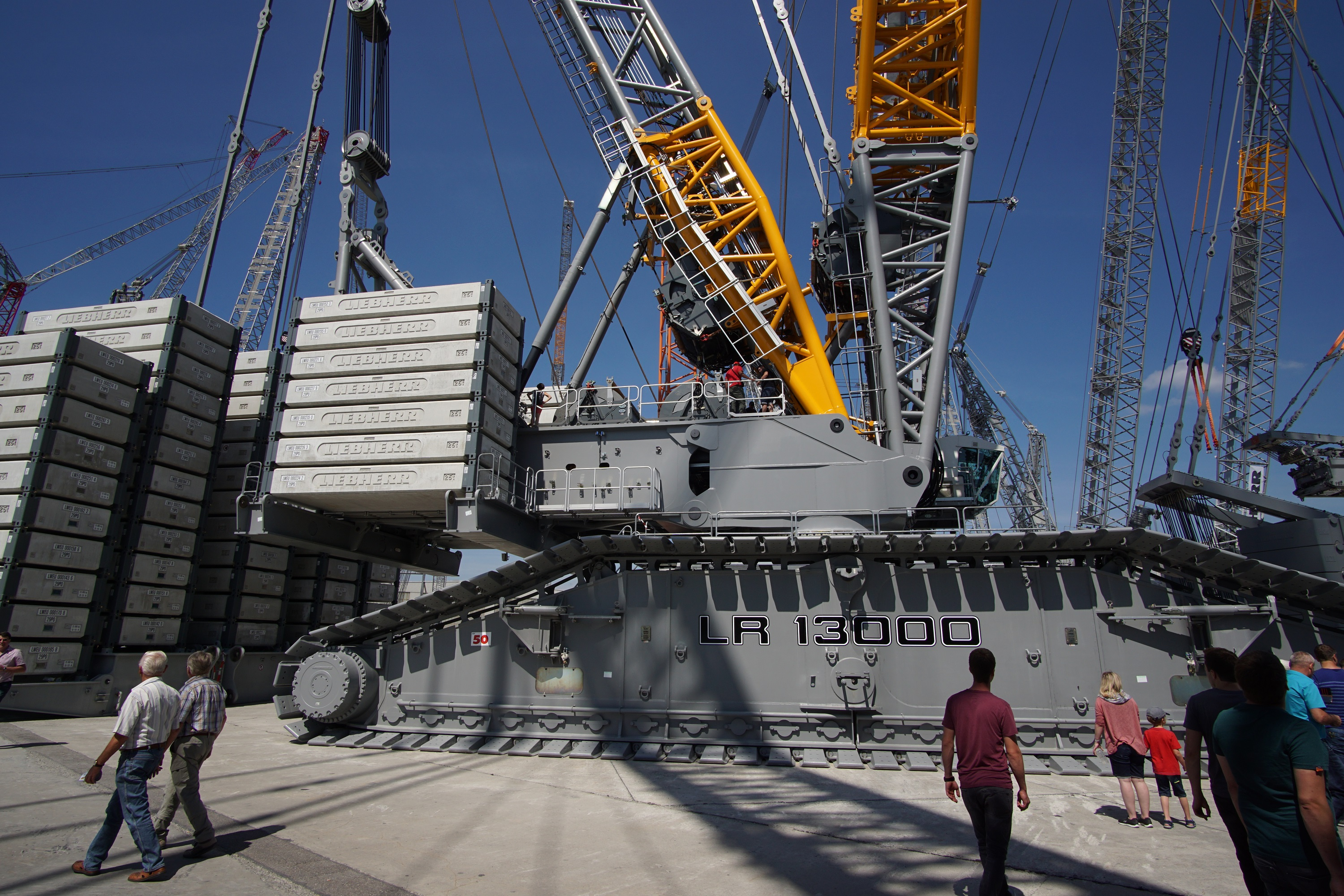
Liebherr LR 13000 (Ehingen 06.2018)
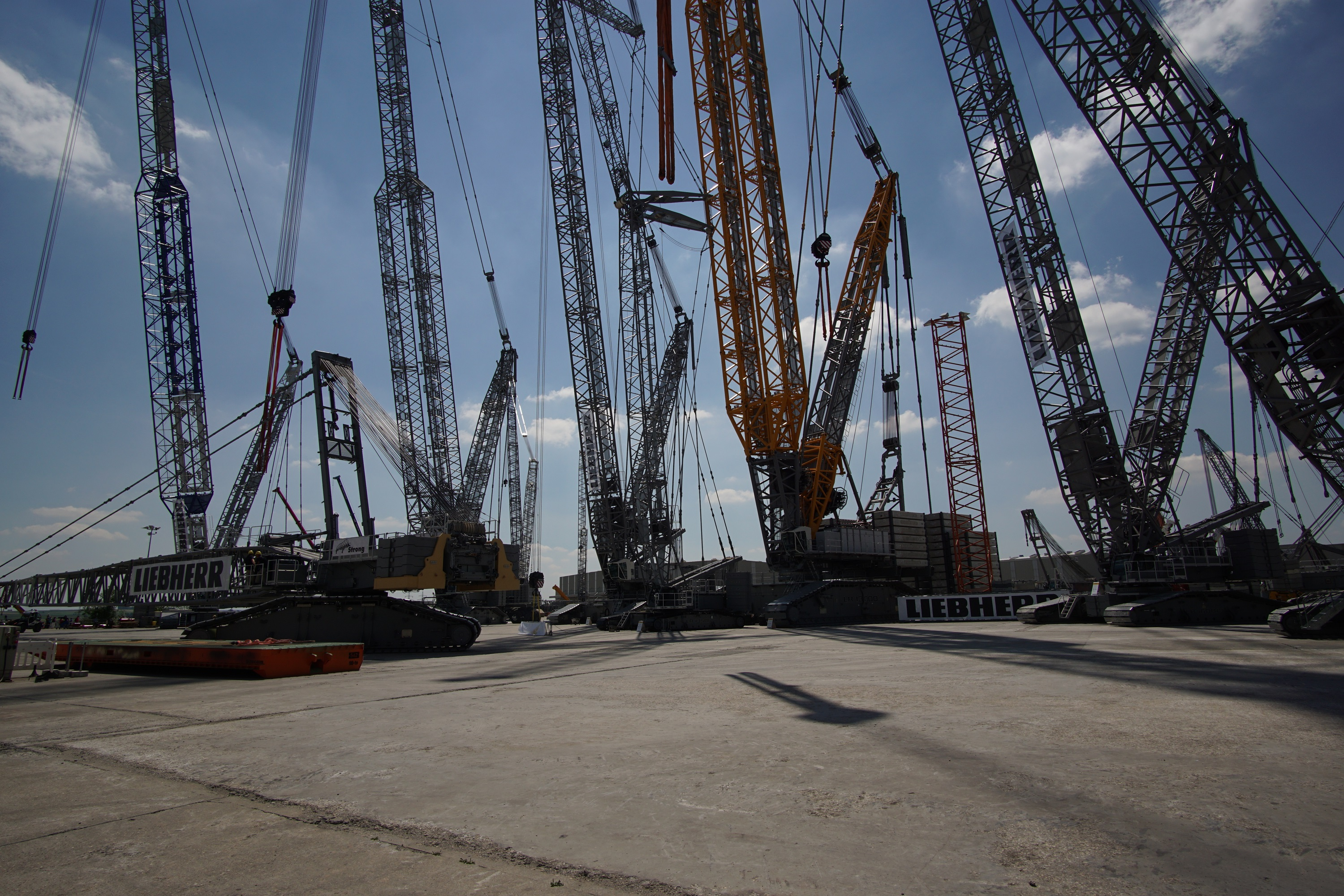
Liebherr LR 13000 (Ehingen 06.2018)